# Parafia Nawiedzenia św. Elżbiety przez Najświętszą Maryję Pannę w Pepłowie
Parafia Nawiedzienia św. Elżbiety przez Najświętszą Maryję Pannę w Pepłowie – mariawicka parafia diecezji warszawsko-płockiej, Kościoła Starokatolickiego Mariawitów w RP.
Siedziba parafii oraz kościół parafialny znajduje się w Pepłowie, w gminie Bodzanów, powiecie płockim, województwie mazowieckim. Proboszczem parafii jest kapłan Dariusz Maria Gabriel Grabarczyk.
Cmentarz parafialny w Pepłowie jest współużytkowany przez parafię i klasztor w Felicjanowie (Kościół Katolicki Mariawitów).

## Historia parafii
Mariawici wyodrębnili się w 1906 z parafii rzymskokatolickiej św. Wincentego i Anastazego w Święcieńcu. Założycielem parafii był proboszcz święciniecki kapłan Ludwik Maria Alfons Ryttel (w 1923 porzucił mariawityzm), który 13 grudnia 1906 wraz z liczną grupą mariawitów przeszedł z miejscowego kościoła rzymskokatolickiego w procesji ze swoimi zwolennikami do domu rodziny Chojnowskich w Pepłowie, gdzie odtąd odprawiano nabożeństwa mariawickie. Wiosną 1907 rozpoczęła się budowa kościoła parafialnego w Pepłowie. W 1908 rozpoczęła się również budowa domu parafialnego, gdzie urządzono ochronkę i szkołę. Przez wiele lat proboszczem parafii mariawickiej w Pepłowie oraz zarządcą klasztoru w Felicjanowie był biskup Wacław Maria Bartłomiej Przysiecki. Podczas rozłamu w 1935 (powstanie Kościoła Katolickiego Mariawitów) wielu wyznawców opowiedziało się po stronie abp Jana Marii Michała Kowalskiego, od tego czasu parafię tworzy niewielka liczba wyznawców.
Przed II wojną światową parafia opiekowała się wspólnotami mariawickimi w Lipińskich, Świniarach, Wólce Niskiej i Bodzanowie.

## Nabożeństwa
- Nabożeństwa niedzielne o godz. 9:00;
- Nabożeństwa w tygodniu o godz. 16:00 zgodnie z ogłoszeniem;
- Adoracja miesięczna – 6. dnia każdego miesiąca o godz. 16:00.